# Clarence "Gatemouth" Brown

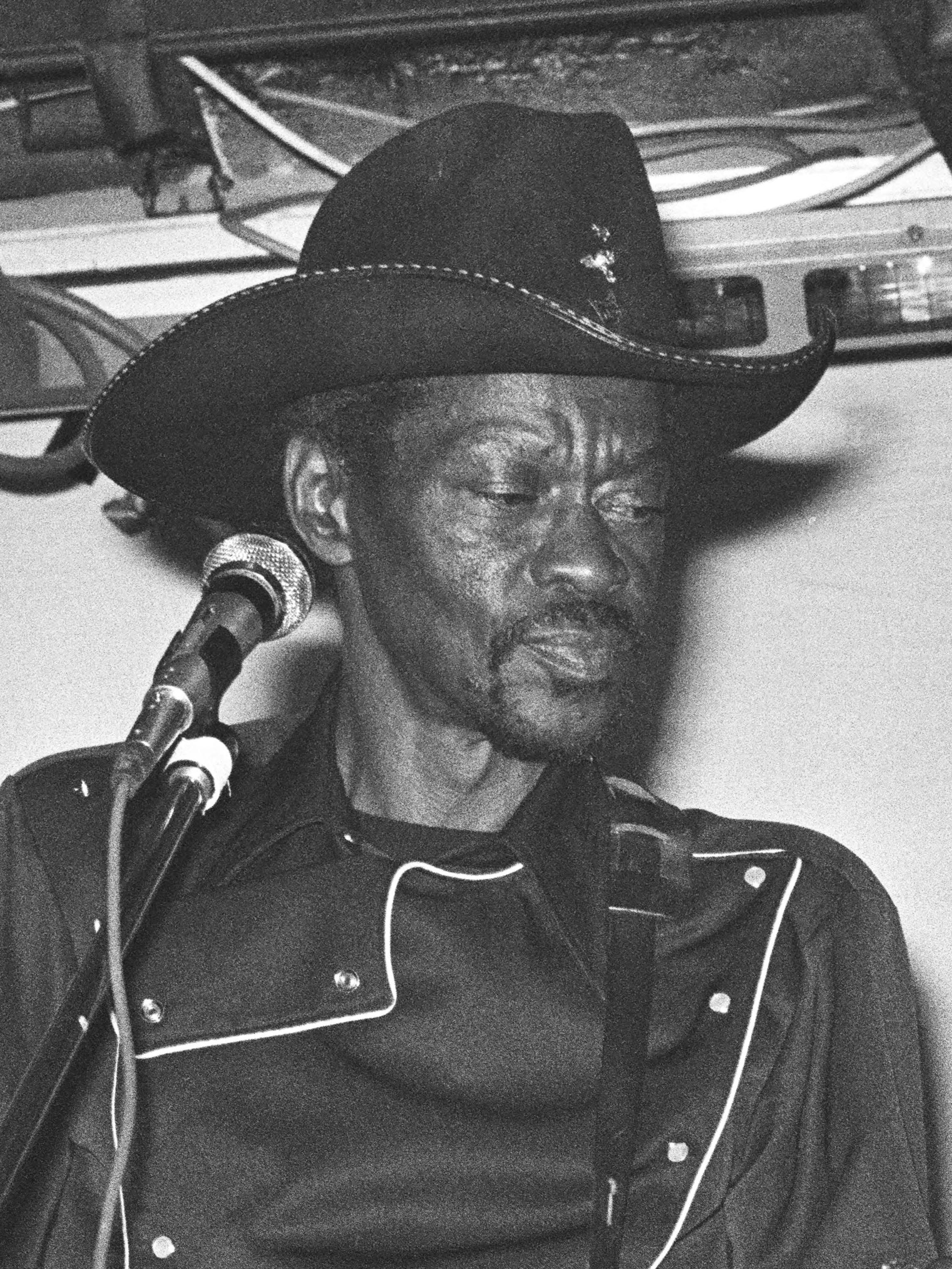
Clarence Brown, 1981

Clarence Brown, detto Gatemouth (Vinton, 18 aprile 1924 – Orange, 10 settembre 2005), è stato un musicista statunitense.

## Biografia
Conosciuto soprattutto come chitarrista blues, ha lavorato in realtà approcciandosi a diversi altri generi musicali, dal country al jazz, passando per il rock e il folk.
Inoltre è stato un acclamato polistrumentista: sapeva suonare numerosi strumenti come archi, chitarra, armonica e batteria.
Originario della Louisiana, ha svolto gran parte della sua attività tra il Texas e il Tennessee. Il suo primo contratto è stato siglato nel 1949 con la Peacock Records.
Ha vinto il Grammy Awards 1983 nella categoria "Best Traditional Blues Album" (Alright Again!).

## Discografia
Album studio
- 1972 The Blues Ain't Nothin'  (Black and Blue)
- 1973 Cold Storage (Black and Blue)
- 1973 Sings Louis Jordan (Black and Blue)
- 1973 Drifter Rides Again (Barclay)
- 1974 Gate's on the Heat (Barclay)
- 1974 Down South in Bayou Country (Barclay)
- 1975 Bogalusa Boogie Man (Barclay)
- 1976 Blackjack (Music Is Medicine)
- 1977 Heatwave (with Lloyd Glenn) (Black and Blue) and
- 1979 Makin' Music (with Roy Clark) (One Way)
- 1981 Alright Again! (Rounder)
- 1982 One More Mile (Rounder)
- 1986 Real Life (Rounder)
- 1989 Standing My Ground (Alligator)
- 1992 No Looking Back (Alligator)
- 1994 The Man (Verve/Gitanes)
- 1996 Long Way Home (Verve/Gitanes)
- 1997 Gate Swings (Verve/Gitanes)
- 1999 American Music, Texas Style (Verve/Blue Thumb)
- 2001 Back to Bogalusa (Verve/Gitanes)
- 2004 Timeless (Hightone)